# Генеральный прокурор Туркменистана
Генера́льный прокуро́р Туркмениста́на (туркм. Türkmenistanyň Baş Prokurory) — высшее должностное лицо в системе туркменской Прокуратуры. Назначается на должность и освобождается от должности Президентом Туркменистана, с согласия Меджлиса Туркменистана. Срок полномочий — 5 лет.
Генеральный прокурор Туркменистана может быть освобождён от должности в случаях истечения срока полномочий, совершения им проступка, несовместимого с исполнением полномочий прокурора, в связи с невозможностью исполнения служебных обязанностей по состоянию здоровья, в связи с переходом на другую работу либо по собственному желанию.

## Генеральные прокуроры Туркменистана
1. Курбанмухаммед Касымов (1991—1993)
2. Байраммурад Аширлиев (1993—1997)
3. Курбанбиби Атаджанова (1997—2006)
4. Мухамметгулы Огшуков (2006—2008)
5. Чары Ходжамырадов (2008—2011)
6. Яранмырат Язмырадов (с октября 2011 по август 2013)
7. Аманырат Халлыев (август 2013 по 12 мая 2017)
8. Батыр Атдаев (12 мая 2017 по 2 июня 2022[2])
9. Сердар Мяликгулыев (5 июля 2022 по 16 января 2024[3])
10. Бегмурат Мухамедов (16 января 2024[1] по н.в)